# Мецизмохенидовые пауки
Мецизмохенидовые пауки (лат. Mecysmaucheniidae) — маленькое семейство аранеоморфных пауков, насчитывающее 25 видов в семи родах.

## Распространение
Большинство видов распространены в Южной Америке (в основном обитатели Чили, но также распространены в Аргентине), а также два рода — эндемики Новой Зеландии.

## Классификация
- Mecysmaucheniinae Simon, 1895

- Aotearoa Forster & Platnick, 1984 — Новая Зеландия
- Mecysmauchenioides Forster & Platnick, 1984 — Чили, Аргентина
- Mecysmauchenius Simon, 1884 — Чили, Аргентина, о. Хуан-Фернандес, Фолклендские острова
- Mesarchaea Forster & Platnick, 1984 — Чили
- Semysmauchenius Forster & Platnick, 1984 — Чили

- Zearchaeinae Forster & Platnick, 1984

- Chilarchaea Forster & Platnick, 1984 — Чили, Аргентина
- Zearchaea Wilton, 1946 — Новая Зеландия